# Åssandbi
Åssandbi (Andrena ruficrus) är en art i insektsordningen steklar som tillhör överfamiljen bin och familjen grävbin.

## Beskrivning
Honan blir 9 till 10 mm lång och är svart med gulbruna hår; huvudet har dock bara ljust brungul behåring i ansiktet. Den nedre och bakre delen av mellankroppen har dessutom hår som vitnar mot buken. De främre av bakkroppens tergiter saknar behåring, medan de bakre har mindre, glesa hårfält på sidorna. Bakbenens skenben och fötter är brandgula, både till grundfärg och behåring.
Hanen är mindre, 7 till 9 mm lång och med vit behåring på ansiktet, som bildar en mustasch på clypeus (munskölden) Mellankroppen är ljusare än honans, med vitaktig behåring med bara en antydan till blekbrunt. Bakkroppens behåring liknar honans, men bakbenen är något mörkare.

## Ekologi
Åssandbiet lever i skogsterräng på sandjord, som grus- och sandtag, längs vägrenar, skogsbryn och -gläntor samt på sandhedar. I Österrike och de schweiziska alperna går det upp till mellan 600 och 1 900 m. Det är oligolektiskt, det samlar endast pollen från videväxter, men hämtar även nektar från korgblommiga växter (som hästhov och Maskrossläktet) samt ranunkelväxter. Flygtiden varar från mars till april eller början av maj. Artens bon, som grävs på öppen mark, parasiteras av gökbiet åsgökbi. Åsgökhonan lägger ägg i larvcellerna, ett i varje, och den resulterande larven dödar värdägget eller -larven, och lever sedan av den insamlade maten.

## Utbredning
I Europa förekommer arten från norra Spanien, Sardinien och Grekland i söder till norra Norden i norr, och från Storbritannien i väster till Moskvaregionen i öster. Den undviker dock det mesta av Medelhavsområdet. Vidare förekommer den i Asien från Turkiet till Sydkorea och Japan.
I Sverige finns arten i hela landet, från Skåne till Abisko i Lappland. Den anses vara vanlig överallt utom i södra Skåne, där den betraktas som mindre allmän.
I Finland finns arten i hela landet, från Åland och sydkusten till nordöstra Lappland, men betydligt glesare i norr.

## Status
Arten är inte rödlistad, utan klassificerad som livskraftig (LC) både globalt, i Sverige och i Finland.